# Faille du Tech
La faille du Tech est une faille géologique située dans l'Est des Pyrénées.
Il s'agit d'une faille normale longue d'une quarantaine de kilomètres orientée est-ouest. Elle est bordée au sud par le massif des Albères et au nord par la plaine du Roussillon. Elle doit son nom au fleuve Tech dont la vallée suit son tracé.

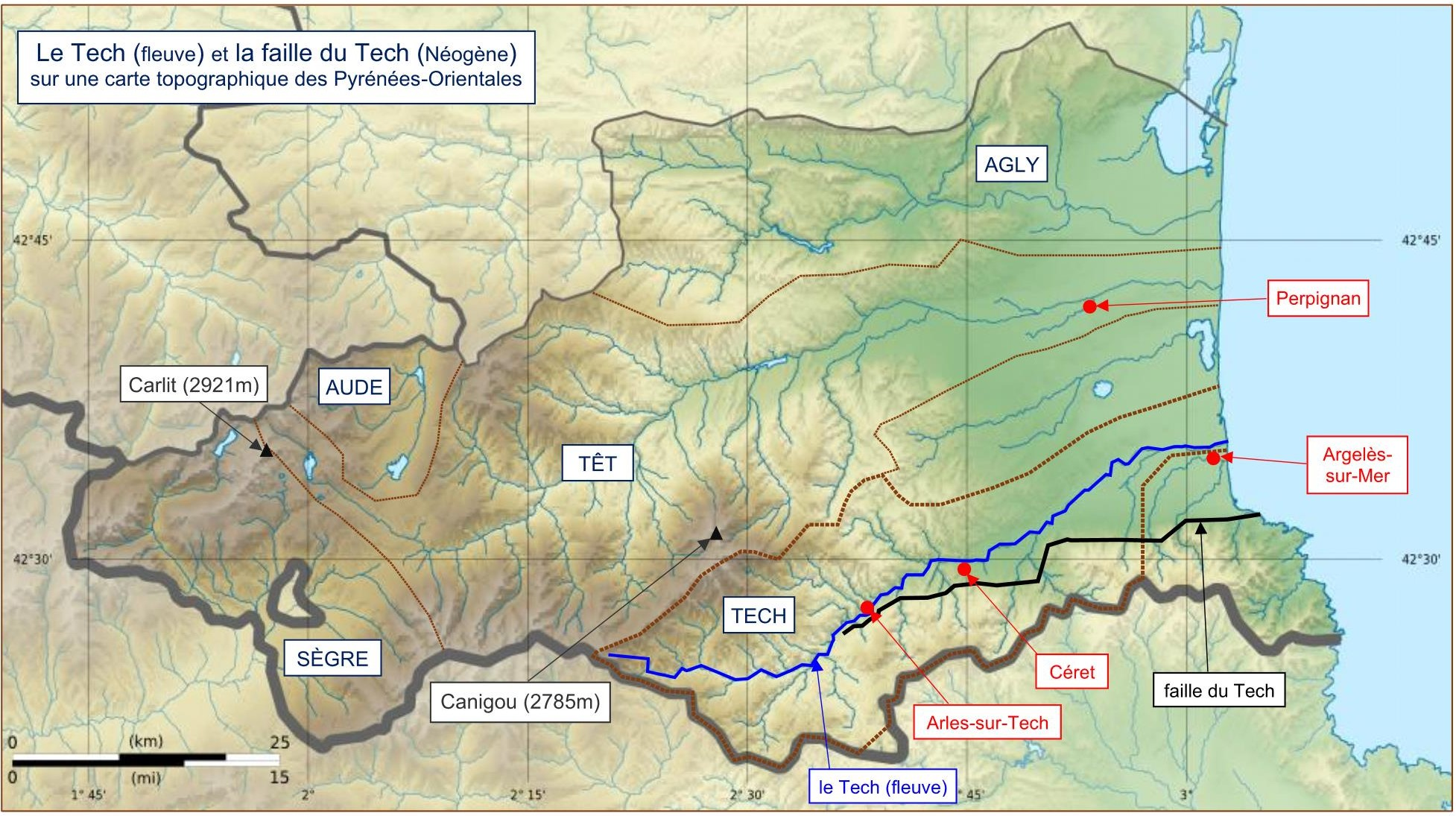
Carte topographique du Tech et de la faille du Tech (Néogène).